# جان بيار فراي
جان بيار فراي هو مهندس سويسري، ولد في 6 يناير 1955.

## روابط خارجية
- جان بيار فراي على موقع DriverDB.com (الإنجليزية)